# 徐冰 (政治人物)

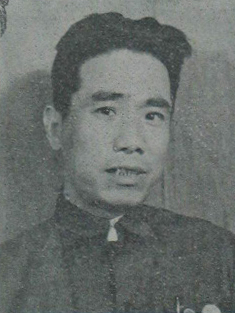

徐冰（1903年—1972年3月18日），原名邢萍舟、邢西萍，笔名西萍，男，直隶（今河北）南宫人，中国共产党、中华人民共和国政治人物，原副国级领导人。

## 生平
1924年，他在德国柏林加入中国共产党，并参与学生运动，与朱德等人被当局逮捕。随后转入莫斯科中山大学学习，之后回国到上海，在中共中央秘书处任翻译。1932年，遭人举报被逮捕入狱。次年经营救出狱。1935年，在太原、北平组织华北救亡会、北平文化救亡会、华北民众救亡会等。西安事变后，参加营救北平草岚子监狱中被捕人员。1937年到延安。
抗日战争期间，担任中共中央党报委员会秘书长、解放社编辑，参与编辑《解放》周刊、《新中华报》与成仿吾等合译过《共产党宣言》、《哥达纲领批判》等著作。1939年，担任中共中央南方局文化宣传委员会秘书兼文化组组长、中共中央南方局工作委员会委员。
第二次国共内战期间，担任北平军调处执行部中共方面顾问、中共山东潍坊市委书记、济南市副市长。1949年，担任北平市副市长。
中华人民共和国成立后，担任北京市人民政府副市长、中共中央统战部第一副部长。随后当选第一、第二、第三届全国人大常委会委员、政协第二届、第三届全国委员会秘书长。1964年，当选中共中央统战部部长、第四届全国政协副主席。文化大革命期间遭受迫害去世。1979年平反。